# 코트 코퍼레이션
코트 코퍼레이션(일본어: コートコーポレーション 코토 코포레숀[*], 영어: COAT CORPORATION)은 1993년에 설립된 일본의 게이 비디오 제작 회사이다. 본사는 도쿄도 세타가야구에 있다.
코트 코퍼레이션은 1991년에 "POWER GRIP"을 창간하고, 이후 매월 꾸준히 8개 정도의 작품을 발매하고 있다. 관련 회사로 KURATATSU, COAT WEST가 있다. KURATATSU는 1997년때부터, COAT WEST는 2003년부터 동명 브랜드 작품을 발표하고있다. 초기 작품은 POWER GRIP에 운동부 학생이 출연하는 것이 기본이었지만, 그 후 많은 새로운 레이블을 설립하고, 현재 40개 이상의 레이블이 있다. 같은 무렵, 코트로서는 첫 시추에이션 게이 비디오 Babylon이 창간되었다. (2012년까지 60호).

## 한여름 밤의 음몽
《한여름 밤의 음몽》(일본어: 真夏の夜の淫夢, 영어: A Midsummer Night's Lewd Dream)은 코트 코퍼레이션에서 발매한 게이 포르노 비디오이다. 2001년 7월 20일에 발매한 Babylon Stage 시리즈 중 하나로, 정식 명칭은 《BABYLON STAGE34 真夏の夜の淫夢 the IMP》이다. 비디오의 길이는 총 90분 구성이며 옴니버스 형식의 4개 단원으로 구성되어 있다. 2002년 일본의 야구선수 다다노 가즈히토가 이 비디오에 출연했다는 사실이 2ch를 통해 알려지면서 유명해졌으며 가치무치 팬티 레슬링 시리즈와 함께 일본의 캐주얼 호모 열풍을 불러일으켰다. 제목은 셰익스피어의 작품 《한여름 밤의 꿈》을 패러디한 것으로 추정된다.
2002년 여름경에 2ch에서 야구선수 다다노 가즈히토와 매우 닮은 사람이 이 비디오에 출연했다는 것이 화제가 되었고, 곧 다다노 본인이라는 것이 밝혀져 드래프트 지명이 불가능하게 될 만큼 큰 스캔들로 발전하였다. 메이저 리그에 데뷔하면서 이 사건이 미국에도 알려지게 되는데, 미국에서 현역 스포츠 선수의 동성애는 꽤나 민감한 문제였던지라 제법 이슈가 되었다. 당시 다다노는 현지 기자회견에서 그때는 젊었고 돈이 필요했고, 자신은 게이가 아니며 해당 비디오를 찍은 것은 단지 돈이 필요했기 때문이었고 이에 대해서 매우 후회하고 있다는 말을 남겼다.
또 비디오의 출연 배우들의 어설픈 발연기와 조악한 영상 퀄리티가 엽기성과 중독성을 불러일으켜 게이가 아닌 팬들이 늘어났다. 2008년경부터 니코니코 동화에서 이를 소재로 한 2차 창작물들이 올라오기 시작했고 2014년에 접어들면서 니코동 인기 영상 순위에서 1위를 차지하고 2015년 5월까지 5위를 차지하는 등 음몽의 부흥이 시작됐다.

## 같이 보기
- 빌리 헤링턴